# Вишеград (връх)
Вижте пояснителната страница за други значения на Вишеград.
Вишеград (до 29 юни 1942 г. Биюк кале, Калето), преди това Коджа-Якубли-Аланъ или Буюкъ-Кале е най-високият връх в планината Сакар в България. Височината му е 856 м. Изграден е от гранит. Предишно му име до 1942 година е връх Биюк кале. Сакар се намира на границата на България с Турция и на върха е разположено военно поделение с ограничен режим на достъп.